# Roger Fenton
Roger Fenton (Heywood, 28 marzo 1819 – Londra, 8 agosto 1869) è stato un fotografo inglese, primo fotoreporter di guerra nella storia della fotografia.

## Biografia

### Primi anni
Fenton studiò pittura a Parigi nell'atelier di Paul Delaroche tra il 1841 e il 1851 e diritto, dove probabilmente conobbe il fotografo Gustave Le Gray che anch'egli collaborava con Delaroche. In questo periodo fece numerosi soggiorni a Parigi. Di ritorno in Inghilterra decise di perfezionarsi nella fotografia. Nel 1852, compì un viaggio in Russia per fotografare la costruzione del Ponte delle Catene di Kiev sul fiume Dnepr e ne approfittò per fare anche delle altre foto alla città di Kiev, Mosca e San Pietroburgo per conto dell'ingegnere Charles Vignoles. Fondò nel 1853 la Royal Photographic Society e nel 1854 cominciò a fare fotoritratti per la famiglia reale. Era impegnato presso la Royal Photographic Society quando ottenne l'incarico di fotografo ufficiale della Guerra di Crimea. Questo fece di lui il primo reporter di guerra della storia della fotografia. Già a quell'epoca era un fotografo molto conosciuto in Gran Bretagna.

### La campagna di Crimea

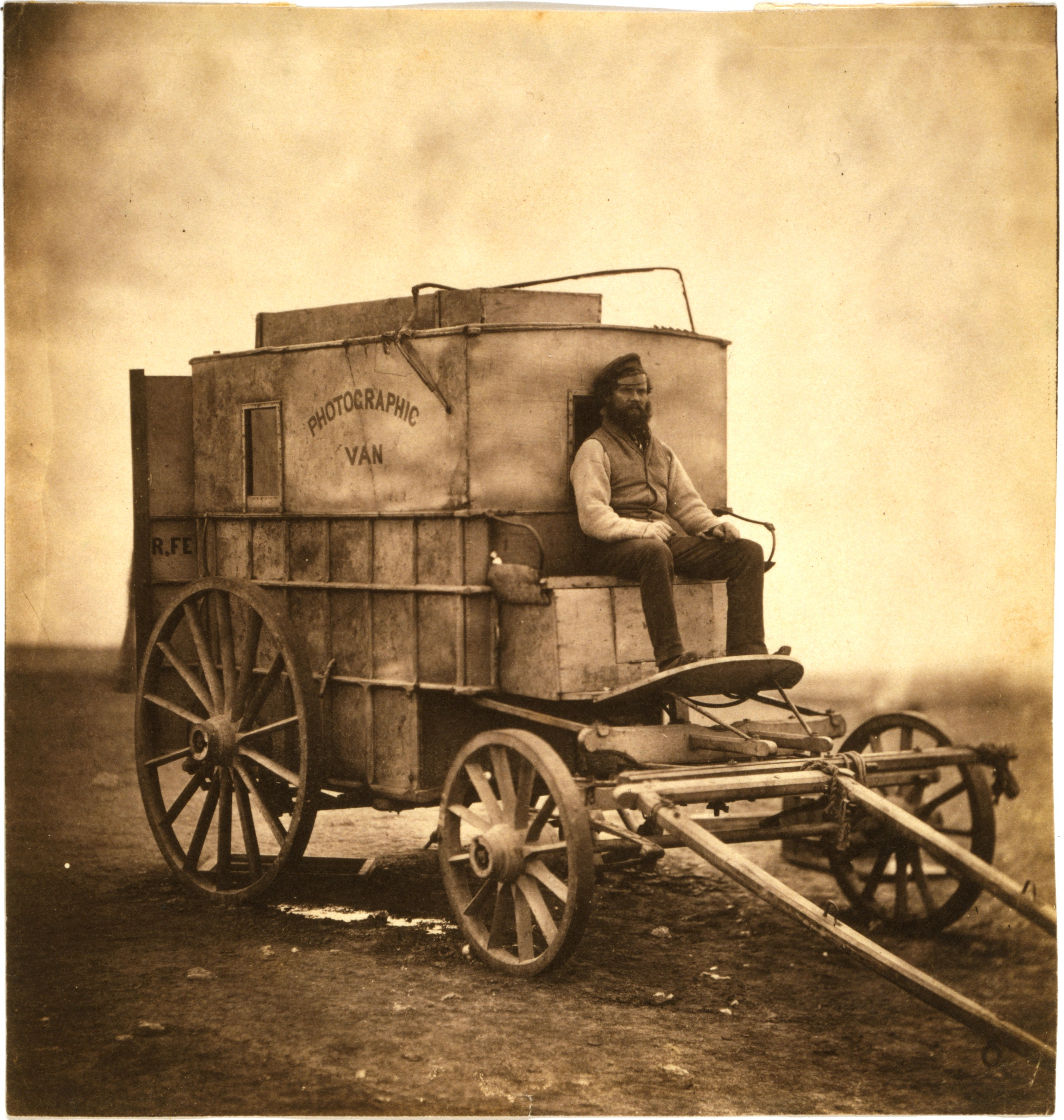
Marcus Sparling seduto alla guida del carro di Roger Fenton in Crimea, 1855.

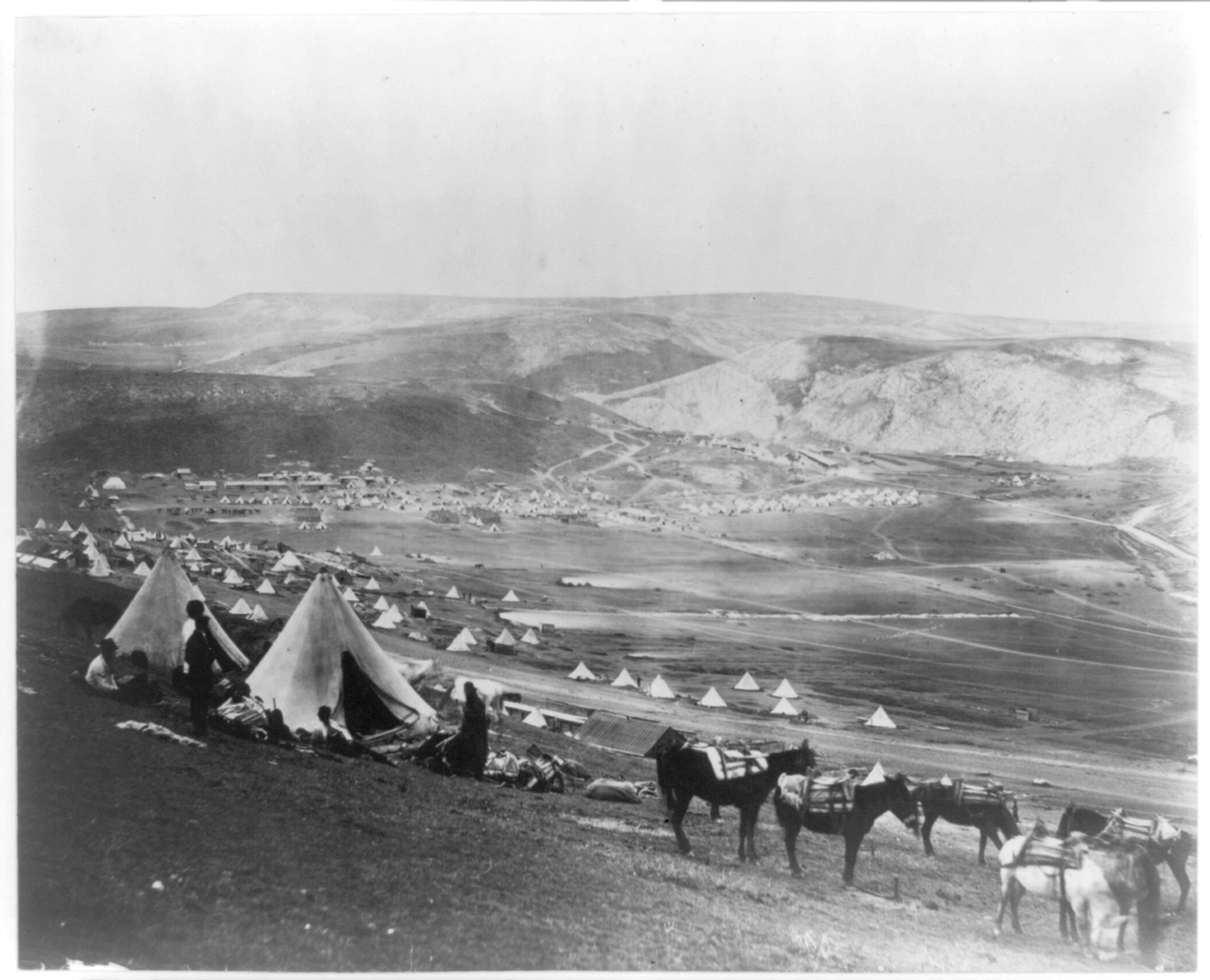
Campo della cavalleria presso Balaklava

Il governo britannico aveva già provato ad inviare una missione fotografica presso l'armata impegnata in Crimea, ma nel corso di questo primo tentativo, la nave che trasportava il materiale e l'équipe fece naufragio e fu perso tutto. Al secondo tentativo, gli ufficiali, troppo sbrigativamente istruiti a quella tecnica, allora molto delicata, non poterono mai ottenere dei risultati soddisfacenti; pertanto ci si risolse a chiedere aiuto alla Royal Photographic Society, e Fenton si offrì volontario. Fenton ottenne un finanziamento da parte del Ministero della Guerra, dalla Corona e da parte di un editore di libri illustrati sull'attualità, Thomas Agnew. Si fece allora costruire un carro fotografico che riempì con 36 casse di materiale, assunse un cuoco e un assistente, Marcus Sparling, e si imbarcò sulla nave Hecla con destinazione Crimea nel febbraio del 1855.
Dal marzo al giugno del 1855, Fenton scattò circa 360 fotografie in condizioni particolarmente difficili. Si trattava di lavorare all'alba per evitare che il calore intenso non deteriorasse i bagni, bisognava evitare i tiri dell'artiglieria russa, che puntavano regolarmente il suo misterioso carro troppo riconoscibile, inoltre bisognava sfuggire all'insistenza dei soldati che volevano tutti farsi fotografare. Senza parlare dei problemi legati al posizionamento di un pesante furgone carico a poco più di un chilometro dal campo di battaglia. In missione ufficiale, si direbbe oggi di propaganda, non fotografò che gli aspetti "accettabili" della guerra, non soldati morti dopo gli assalti, né feriti nei posti di soccorso, né malati agonizzanti.

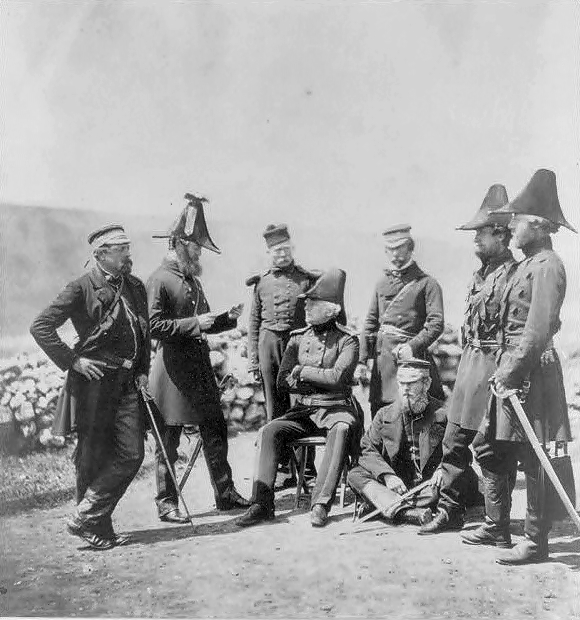
Il generale Sir George Brown e il suo stato maggiore

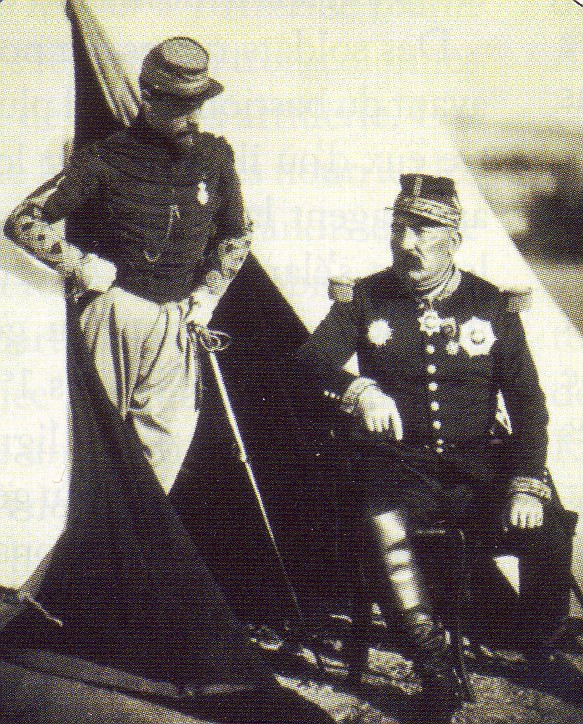
Generale Pierre Joseph François Bosquet comandante del 2º corpo francese, 1855

Fenton ha volontariamente fotografato una «guerra propria» con l'intento di difendere la politica del suo paese, e pertanto non ha mostrato gli aspetti più spaventosi? È evidente che tenuto conto del materiale utilizzato, la pesante macchina fotografica, le placche di vetro, ecc. non potesse lavorare che prima o dopo i combattimenti, e fuori della portata del nemico. Sembra che, comunque, la sua intenzione fosse, nei limiti imposti dalle circostanze e dalla tecnica disponibile, di mostrare quello che era la guerra in quei paesi lontani. Voleva informare, essere un testimone, in un'epoca in cui la fotografia era considerata come rappresentazione della verità colta in quel momento.
Realizzò inoltre un reportage sulle posizioni occupate dalle armate alleate, il porto, le fortificazioni, e sui protagonisti (della parte alleata), i generali, gli ufficiali e i soldati sulle loro posizioni arretrate. Alla fine del mese di giugno, colpito dal colera che faceva danni enormi tra i ranghi britannici, dovette per forza rientrare in Gran Bretagna, poco tempo prima della battaglia rivelatasi decisiva di Sebastopoli. Una mostra di circa 312 scatti fu allestita a Londra. Furono James Robertson e Felice Beato, arrivati poco tempo dopo, che portarono a termine l'opera iniziata da Fenton. L'imperatore Napoleone III sulla scorta dell'esperienza di Fenton inviò anch'egli un'équipe di fotografi formata da Leon Eugène Mèhèdin e Jean Charles Langlois.

### Ultimi anni

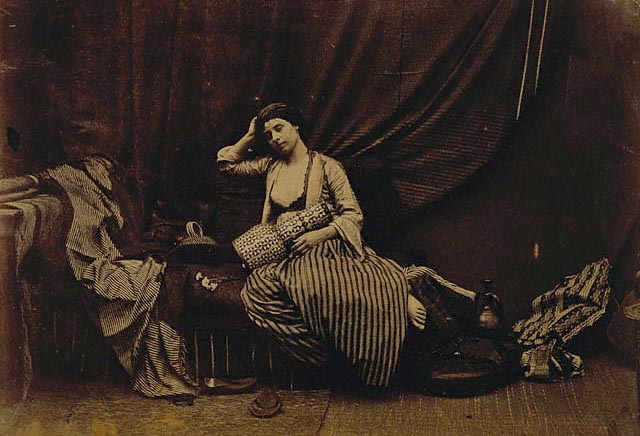
L'odalisca seduta

Nel 1858 Fenton approntò degli studi di genere basati su una visione romantica della vita nel mondo dell'Islam, come per esempio nell'Odalisca seduta, utilizzando amici e modelle che non erano spesso convincenti nei loro ruoli.
Sempre molto conosciuto per le sue foto realizzate in Crimea, la sua carriera fotografica durò poco più di un decennio e nel 1862 abbandonò completamente la professione, vendendo la propria attrezzatura. Morì a Londra nel 1869.
Fu più tardi riconosciuto formalmente dagli storici dell'arte come un pioniere.

## Curiosità
In ricordo dell'importanza della sua fotografia, una foto realizzata da Fenton in Crimea fu inclusa dal magazine Life nella propria collezione "le 100 foto che hanno cambiato il mondo".